# 宇都宮大学共同教育学部附属小学校
宇都宮大学共同教育学部附属小学校（うつのみやだいがくきょうどうきょういくがくぶふぞくしょうがっこう）は、栃木県宇都宮市にある国立小学校。

## 概要
1874年（明治7年）に類似師範学校の附属小学校として創立。2014年（平成26年）に創立140周年を迎えた。
宇都宮大学の附属学校であり、全校生徒は約630名。宇都宮大学共同教育学部附属幼稚園のほぼ全ての卒業生(約60名)が持ち上がりで本校に進学する（連絡入学）ほか、受験によって選抜される枠(約45名)が設けられており（公募入学）、宇都宮市内に保護者と同居することが明確で、徒歩または公共交通機関を使って通学できる者のみ受験することができる。
また、ほぼ全員が宇都宮大学共同教育学部附属中学校へ進学する。また、開成中学校や豊島岡学園女子中学校、栄東中学校など、首都圏の進学校へ進学する生徒もいる。しかし、宇都宮大学共同教育学部附属中学校ではない中学校を受験する場合、連絡入学の権利を失うため、他の中学校を受験する生徒の中には宇都宮大学共同教育学部附属中学校を公募生の枠で受験する者もいる。

## 沿革
- 1874年（明治7年）
  - 5月17日 - 「類似師範学校附属小学校」が設置される。
  - 8月13日 - 「栃木師範学校附属小学校」に改称。
- 1879年（明治12年）10月13日 - 「栃木県師範学校附属小学校」に改称。
- 1885年（明治18年）3月31日 - 栃木県師範学校の宇都宮町移転に伴い、附属小学校が廃止される。
- 1886年（明治19年）9月27日 - 師範学校令の施行により、栃木県尋常師範学校が設置される。
  - 宇都宮尋常小学校東校（現・宇都宮市立東小学校）、宇都宮尋常小学校西校（現・宇都宮市立西小学校）を代用附属小学校とする。
- 1888年（明治21年）4月11日 - 栃木県庁前に「栃木県尋常師範学校附属小学校」が設置される。
- 1898年（明治31年）4月1日 - 師範教育令の施行により、「栃木県師範学校附属小学校」に改称（「尋常」が除かれる）。
- 1909年（明治42年）5月10日 - 栃木県師範学校構内に完成した新校舎に移転。
- 1929年（昭和4年）
  - 3月27日 - 附属小学校が河内郡国本村宝木の校舎に移転。
  - 4月1日 - 宇都宮昭和尋常小学校を代用附属小学校とする。
- 1932年（昭和7年）3月31日 - 宇都宮昭和尋常小学校の代用附属小学校としての使用を終了。

栃木県女子師範学校
- 1906年（明治39年）2月 - 「栃木県女子師範学校附属小学校」が設置される。

官立栃木師範学校発足
- 1941年（昭和16年）4月1日 - 国民学校令が施行される。
  - 「栃木県師範学校附属国民学校」・「栃木県女子師範学校附属国民学校」に改称。
- 1943年（昭和18年）4月1日 - 師範教育令の改正により、官立（国立）栃木師範学校が発足。
  - 旧・栃木県師範学校が男子部、旧・栃木県女子師範学校が女子部となる。
  - 「栃木師範学校男子部附属国民学校」・「栃木師範学校女子部附属国民学校」に改称。
- 1947年（昭和22年）4月1日 - 学制改革（六・三制の実施）が行われる。
  - 附属国民学校の初等科が改組され、「栃木師範学校男子部附属小学校」、「栃木師範学校女子部附属小学校」に改称。
  - 附属国民学校の高等科が改組され、新制中学校「栃木師範学校男子部附属中学校」、「栃木師範学校女子部附属中学校」が発足。

宇都宮大学発足
- 1949年（昭和24年）5月31日 - 国立学校設置法の施行により、新制宇都宮大学が発足。
  - 栃木師範学校が宇都宮大学に包括され「宇都宮大学栃木師範学校附属宝木小学校」・「宇都宮大学栃木師範学校附属松原小学校」に改称。
- 1951年（昭和26年）
  - 3月31日 - 栃木師範学校が廃止される。
  - 4月1日 - 両校が統合され「宇都宮大学学芸学部附属小学校」と改称。
- 1966年（昭和41年）4月1日 - 学部名の改称に伴い、「宇都宮大学教育学部附属小学校」と改称。
- 1969年（昭和44年）4月1日 - 特殊学級を設置。
- 1972年（昭和47年）3月10日 - 特殊学級の独立校舎が宝木町に完成し、移転。
- 1975年（昭和50年）4月1日 - 特殊学級が分離し、宇都宮大学教育学部附属養護学校として独立。
- 2004年（平成16年）4月1日 - 国立大学法人宇都宮大学に移管。
- 2020年（令和2年）4月1日　- 宇都宮大学共同教育学部附属小学校と改称。（宇都宮大学共同教育学部附属中学校の節も参照）
- 2024年（令和6年）5月17日-150周年となる　　セスナによって航空写真撮影

## アクセス
- 【鉄道】
  - JR線最寄り駅　JR宇都宮駅【JR東日本　宇都宮線・烏山線・日光線】
  - 東武線最寄り駅　東武宇都宮駅【東武鉄道　東武宇都宮線】
- 【徒歩】 宇都宮駅から徒歩で約40分、東武鉄道宇都宮線東武宇都宮駅から約20分
- 【車】JR宇都宮線宇都宮駅から約15分、東武鉄道宇都宮線東武宇都宮駅から約10分、清住町通りの宇大附属学校園入り口交差点から西伸する師範通り沿いに正門がある。
- 【バス】関東自動車・JRバス
  - 関東自動車50番 清住町経由細谷車庫行 宇都宮駅西口バス停1番乗り場から約20分「宇大附属学校園入口」下車
  - 関東自動車10番作新学院経由駒生営業所行、JRバス作新学院行などで、「新川」下車
    - JR宇都宮駅西口バス停　から約20～25分　最寄りバス停：新川
    - 東武駅前(東武駅から見て手前側のバス停)　から約5～10分　最寄りバス停：新川

## 参考資料
- 栃木師範学校一覧（1944年（昭和19年）3月27日発行, 栃木師範学校） - 国立国会図書館近代デジタルライブラリー

## 関連事項
- 栃木県小学校一覧